# Убині
Уби́ні — село в Україні, у Новояричівській селищній громаді Львівського району Львівської області. Орган місцевого самоврядування — Новояричівська селищна рада. Населення становить 390 осіб.

## Географія
Убині розташовані за 39 км від обласного центру, 39 км від районного центру та 15 км від адміністративного центру сільської громади. За 7 км знаходиться найближча залізнична станція Задвір'я.
Вздовж межі села Убині протікає річка Думниця, ліва притока Полтви (басейн Західного Бугу). На захід від Убинів розташовані села Хренів та Дідилів, на північ — Банюнин та Неслухів, на схід — Лісок та Новосілки, на півдні — Задвір'я.
Вулиці
В Убинях налічується 5 вулиць.
- Болотна
- Весела
- Лози
- Першотравнева
- Шкільна

## Населення
У 1845 році в Убинях мешкало 400 осіб, у 1880 році — 717 осіб, з них: 640 українців та 77 поляків. Станом на початок 1939 року населення ставило 1070 осіб, з них: 940 українців, 90 поляків, 30 латинників та 10 євреїв. За даними всеукраїнського перепису населення 2001 року в селі Убині мешкало 354 особи, у 2008 році — близько 390 осіб.
Мова
Розподіл населення за рідною мовою за даними перепису 2001 року був наступним:
| українська | 354 | 100,00 |

## Історія
На початку XIX століття маєток Убині належав досить заможному подружжю поміщиків Кшиштофовичів. Дружина до шлюбу — Думановська, була рідною сестрою бабусі польського поета і драматурга Юліуша Словацького. Літнє подружжя було бездітним. Одним із найближчих потенційних спадкоємців вважався Теофіль Янушевський. Теофіль Янушевський, рідний дядько поета, молодший брат його матері, Саломеї. У 1827 році Теофіль Янушевський побрався з Герсилією Бекю, дочкою доктора медицини Віленського університету, Августа Бекю, вітчима Юліуша Словацького. У 1846 році померла їхня непоступлива тітонька, і Янушевські виявилися найближчими спадкоємцями. Та все виявилося не так просто. На Убині раптом заявив претензії чернечий орден сестер Милосердя. Начебто пані Кшиштофович усно пообіцяла віддати маєток їм. Довелося судитися. Конфлікт вирішився на користь Янушевських і у 1847 році вони, разом із матір'ю поета, та небожем Станіславом Янушевським, які також стали співвласниками Убинів, переїхали туди остаточно. Щасливе господарювання Теофіля та Герсилії Янушевських, затьмарювали лише періодичні суди із сусідами та селянською громадою, яка, після скасування панщини в Галичині у 1848 році, спричиняла немало проблем. Після смерті Теофіля Янушевського вдова довірила управління Убинями другу родини, художнику Матею Гашинському, а у 1870 році, продала маєток і з одержаних грошей заснувала стипендіальний фонд для навчання ремісників. З того часу панський двір переходив від одних власників до інших, доти, доки перетворився на звичайнісіньке село. 
У першій половині XIX століття у центрі села діяла каплиця святих Косми і Дам'яна, поряд з якою у 1872 році українським будівничим Іваном Васенком зведена дерев'яна церква святих Косми і Дам'яна. У 1880 році Убині мали однокласну школу, від 1909 року — двокласну школу з українською мовою навчання, читальню з відповідною крамницею й позичкову касу. 
Нині у селі діє Народний дім та працює фельдшерсько-акушерський пункт.

## Пам'ятки, визначні місця

### Церква святих Косми і Дам'яна

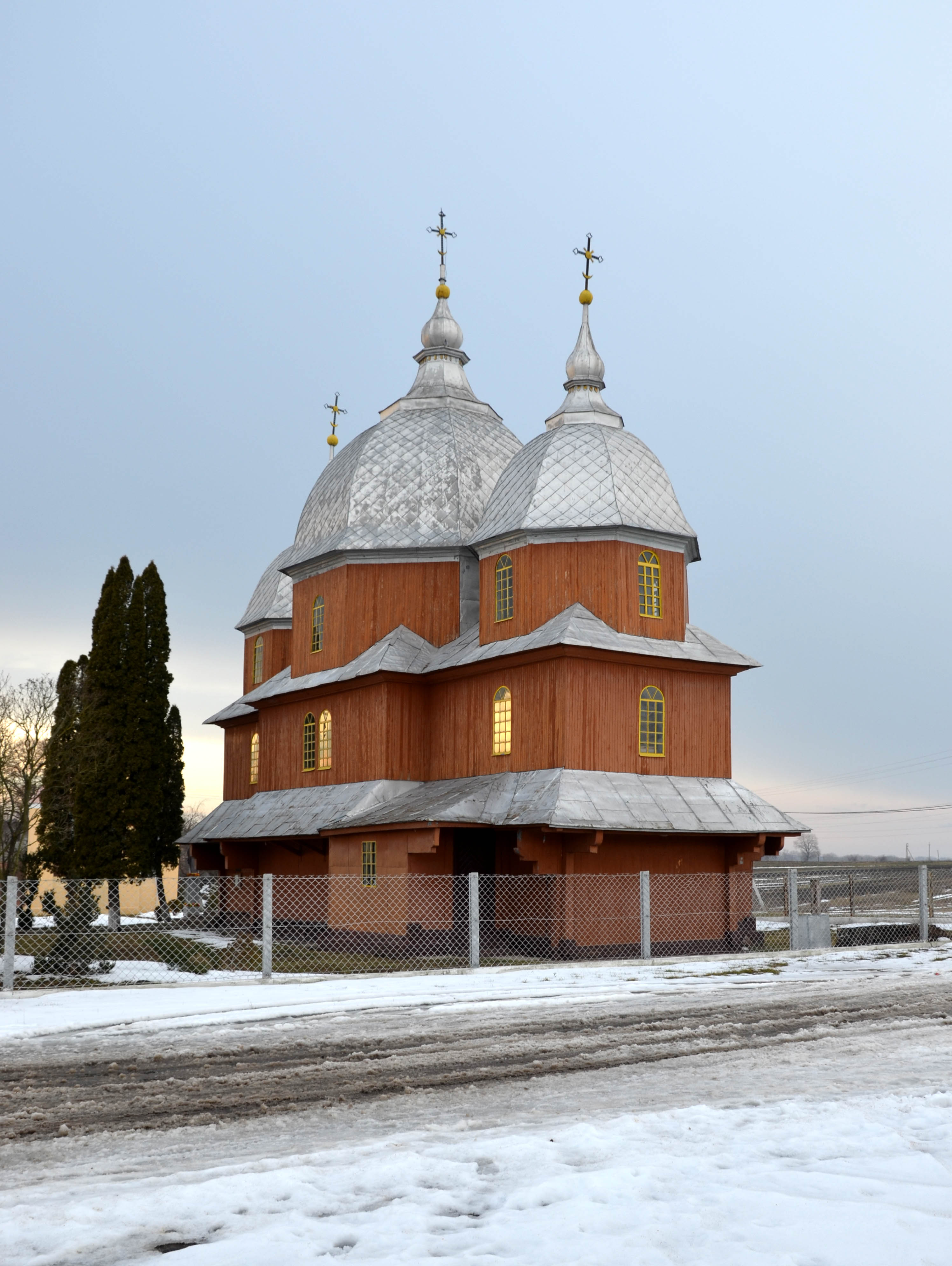
Церква святих Косми і Дам'яна (1872 р.)

Церква стоїть на підвищенні при в'їзді до села з боку траси. Тризрубна триверха будівля храму зведена у 1872 році українським будівничим Іваном Васенком, ймовірно, на місці попереднього дерев'яного храму. Храм в Убинях був останнім витвором цього майстра. Невелика церква оточена піддашшям, до вівтаря прибудовані ризниці, усі стіни (крім ризниць) вертикально шальовані дошками. Три світлові восьмерики накриті дзвонястими банями, які завершують маківки з хрестами. Традиційний присінок при західній стіні бабинця відсутній. Перед головним входом до церкви, на високих постаментах стоять фігури Пресвятої Богородиці та Ісуса Христа.
До 1939 року покровителем святині був місцевий землевласник Фелікс Доманський. У 1946—1989 роках храм діяв як російська православна церква. У той час за наполяганням православного священика, мурований престол викинули з церкви та закопали на прицерковній території. У час підпілля на прохання парафіян до села приїжджали отці редемптористи, о. Смаль та інші, а також о. Анатолій Гургула. Наприкінці 1989 року у селі почала відроджуватися УГКЦ. Літню катехизацію для дітей та молоді, а також мирян проводили сестри: с. Олександра Молотковська, с. Ореста Борщовська та с. Севастіяна Шегда — Згромадження Сестер Служебниць Непорочної Діви Марії. У 1990-х та 2000-х роках проведено ремонт церкви.
На захід від церкви розташована мурована дзвіниця, а на південний-схід — дерев'яна каплиця, яка має чотири прикрашених фасади аркової форми та накрита банею з ліхтарем і маківкою. Нині церква перебуває у користуванні релігійної громади Української греко-католицької церкви парафії святих Косми і Дам'яна села Убині. Парохом церкви є о. Василь Івашків.

## Археологічні розвідки
Поблизу села було виявлено поселення бронзової доби (III—кін. II тис. до н.е.). На околиці села Убині виявлений курган культури шнурової кераміки, а в урочищі Долобина — давньоруське селище XI—XIII століть, пам'ятка не збереглася.

## Відомі люди
Народилися
- Гунько Степан Миколайович — український науковець, професор, кандидат технічних наук, ректор та завідувач кафедри в Українській академії друкарства, заслужений працівник народної освіти України.